# Franz Xaver Trenkle
Franz Xaver Trenkle (ur. 2 sierpnia 1899 w Pfronten, zm. 28 maja 1946 w Landsberg am Lech) – zbrodniarz hitlerowski, członek załogi obozów koncentracyjnych Dachau i Neuengamme oraz SS-Hauptscharführer.
Członek NSDAP i SS. Służbę w Dachau rozpoczął w listopadzie 1933 roku i początkowo (do wiosny 1936) był blokowym. Później do 1938 roku był kierownikiem kilku komand więźniarskich (w tym komanda budowlanego). Następnie Trenkle został przeniesiony do Neuengamme jako Rapportführer (oficer raportowy, odpowiedzialny za apele więźniów). Gdy nowi więźniowie przybywali do obozu, Trenkle witał ich słowami: Tutaj nie ma miejsca na śmiech, jedyną osobą, która może się śmiać jest diabeł, a diabłem jestem ja. Powrócił do Dachau w 1942 roku i pełnił tam do marca 1944 funkcję oficera raportowego oraz zastępcy kierownika obozu. Specjalizował się w osobistym rozstrzeliwaniu więźniów i jeńców radzieckich.
Schwytany po zakończeniu wojny, zasiadł na ławie oskarżonych w procesie załogi Dachau, który toczył się przed amerykańskim Trybunałem Wojskowym w listopadzie i grudniu 1945 roku. Trenkle został skazany za swoje zbrodnie na śmierć przez powieszenie i stracony pod koniec maja 1946 w więzieniu Landsberg.